# Artopotamon
Artopotamon is een geslacht van kreeftachtigen uit de klasse van de Malacostraca (hogere kreeftachtigen).

## Soort
- Artopotamon compressum Dai & G.-X. Chen, 1985